# Deer Park (Ohio)
Deer Park – miasto w Stanach Zjednoczonych, w południowo-zachodniej części stanu Ohio, w hrabstwie Hamilton. Liczba mieszkańców w 2000 roku wynosiła 5 982.